# Bob Welborn
Robert Joe „Bob“ Welborn (* 5. Mai 1928 in Denton, North Carolina; † 11. Februar 1997) war ein US-amerikanischer NASCAR-Rennfahrer. Er war Meister der NASCAR Convertible Division in den Jahren 1956, 1957 und 1958 und ist einer der Fahrer, die 1998 als NASCAR’s 50 Greatest Drivers, einer der 50 größten Fahrer der NASCAR, auserwählt wurden.

## Karriere
Der unter dem Spitznamen „Bob“ bekannte Welborn begann seine NASCAR-Karriere im Jahre 1952, in dem er an drei Rennen der Grand National Division, dem heutigen Sprint Cup, teilnahm. Auch in der Saison 1953 war er wieder in der Grand National aktiv und fuhr elf Rennen. Zwei dieser Rennen beendete er in den Top 5 und sechs in den Top 10. 1955 fuhr er fast alle Saisonrennen und kam dabei in 25 der 32 Rennen, an denen er teilnahm, in den Top 10 ins Ziel. In der Fahrer-Gesamtwertung reichte es zu Platz vier.
1956 startete Welborn in der neu gegründeten NASCAR Convertible Division, wo er nahezu alle Saisonrennen fuhr. Dies hatte zur Folge, dass er nur noch an sehr wenigen Rennen der Grand National Division teilnahm. In der Convertible Division fiel er aufgrund seiner Kontinuität auf. Er beendete fast jedes Rennen in den Top 10 und gewann souverän die Meisterschaft. Die Jahre 1957 und 1958 verliefen ähnlich und Welborn gewann auch in diesen beiden Jahren den Titel. In der NASCAR Convertible Division Saison 1959 startete er nicht mehr in allen Rennen, da er sich wieder mehr auf die Grand National konzentrierte, deswegen hatte er keine Chance auf den Titel. Zum Ende der Saison 1959 wurde die Serie aufgrund des zu geringen Interesses aufgelöst. Welborn war der beste Fahrer in der kurzen Geschichte der Rennserie.
In den darauffolgenden Jahren konzentrierte sich Welborn auf die Grand National Division, in der er in den Jahren zuvor aufgrund seines Einsatzes in der Convertible Division nur sehr wenige Rennen fuhr, von denen er jedoch einige gewann. Seinen ersten Sieg erfuhr er 1957 im Old Dominion 500 auf dem Martinsville Speedway. Das Rennen ist noch heute unter dem Namen Subway 500 im Rennkalender. In den letzten Jahren seiner Karriere konnte er nicht mehr an diese Erfolge anknüpfen. Wilborn beendete seine Karriere als NASCAR-Rennfahrer am 21. Juli 1964 auf dem Lincoln Speedway.
Er starb am 11. Februar 1997. Im Jahre 1998 wurde er als einer von NASCAR’s 50 Greatest Drivers, einer der 50 größten Fahrer der NASCAR, auserwählt.